# جيمس مونرو جوزيف
جيمس مونرو جوزيف (بالإنجليزية: James Monroe Deems)‏ هو ملحن وضابط أمريكي، ولد في 5 يناير 1818 في بالتيمور في الولايات المتحدة، وتوفي بنفس المكان في 18 أبريل 1901.